# Cristián Muñoz
Cristián Marcelo Muñoz Corrales (Santiago del Cile, 15 luglio 1983) è un calciatore cileno, centrocampista del Barnechea.

## Caratteristiche tecniche
È un esterno sinistro.